# Guémené-Penfao
Guémené-Penfao település Franciaországban, Loire-Atlantique megyében. Lakosainak száma 5242 fő (2022. január 1.). Guémené-Penfao Langon, Avessac, Conquereuil, Le Gâvre, Marsac-sur-Don, Massérac, Pierric és Plessé községekkel határos.

## Népesség
A település népességének változása:
| Lakosok száma | 4977 | 4476 | 4464 | 4876 | 5248 | 5231 | 5200 | 5233 | 5239 | 5242 |
|               | 1968 | 1982 | 1990 | 2006 | 2013 | 2015 | 2017 | 2019 | 2020 | 2022 |